# 河姆渡文化

河姆渡文化的范围

河姆渡文化是分布於中國浙江杭州灣南岸平原地區至舟山群島的新石器時代文化，其年代大約在距今6000年到7000年之前，因以浙江余姚河姆渡遗址發掘最早，故稱作河姆渡文化。
該文化最早在1973年發現，河姆渡遺址在1973﹣1974和1977﹣1978年兩次發掘並有資料。在建築方面，遺址中發現大量干欄式建築的遺跡；在食物方面，植物有大量水稻發現，被斷定是人工栽培的水稻，此外植物殘存尚有葫蘆、橡子、菱角、枣子等，動物有豬、狗、水牛等家養的牲畜。
在人工製品上，石器數量較少，主要是斧等打獵工具，亦有裝飾品。多的是木器和骨器，其中發現中國最早的木製飾品木雕魚，其他包括木柄骨製的耕田用具耜、和刀鏟等切割器具，亦有大量紡織工具。在河姆渡並出土了中國境內所發現最早的漆器，其陶器製作有一定的水準，估計最高燒成溫度達1000摄氏度。河姆渡陶器為手工製作，十分厚實，呈灰黑色，表面常打磨，常有繩紋，或雕刻植物、動物圖案。其他的河姆渡手工藝品，包括粗陶動物及人偶，以及鳥類圖案的木雕及象牙雕，其中以「雙火鳥」紋雕刻最為知名。

## 居住族群
新石器時代的河姆渡居民，在體質上，與北方黃河流域的古代居民有明顯差異。學者認為河姆渡人可能與早期南島民族（pre-Austronesian）有關。

## 主要遗址

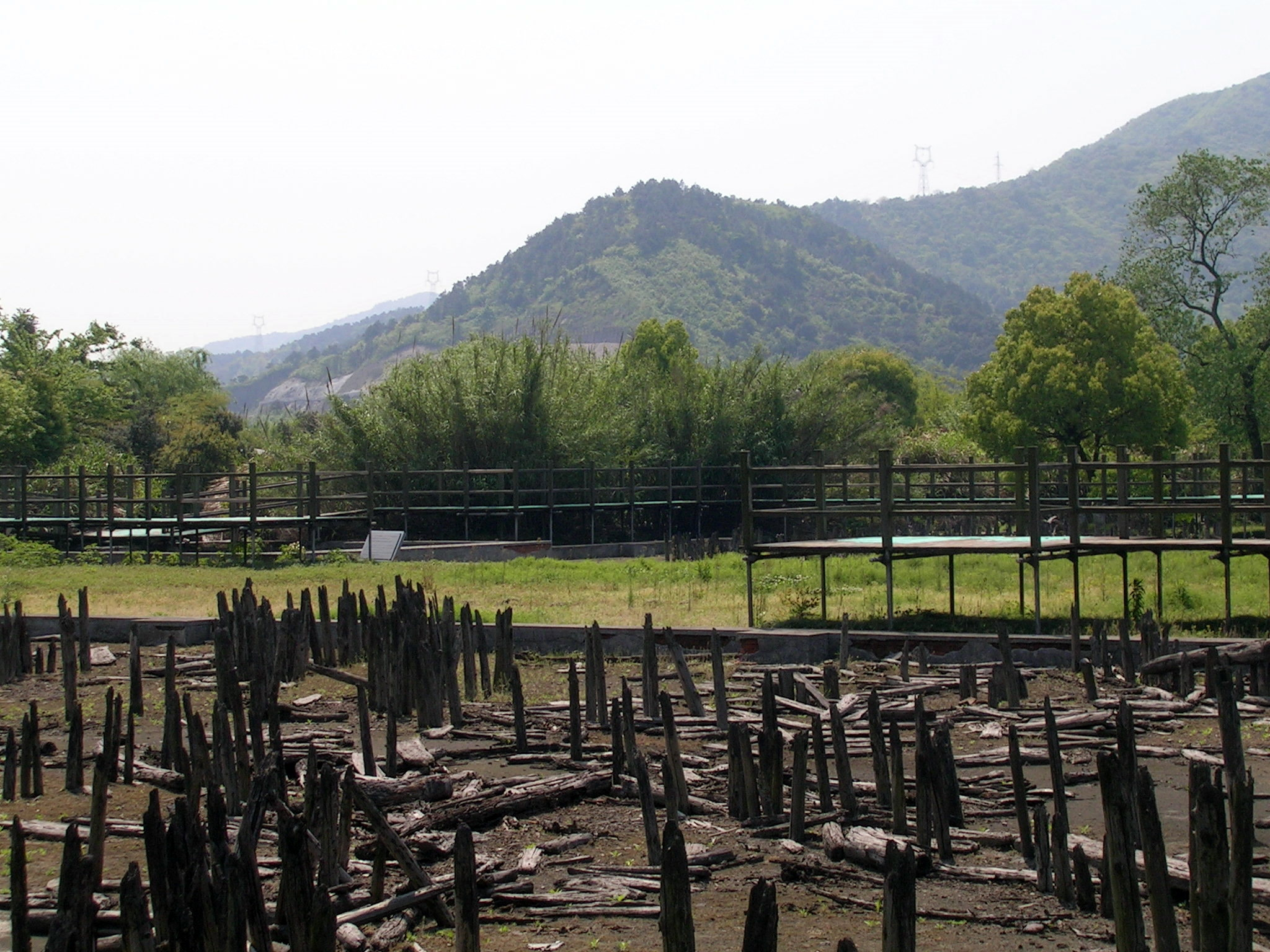
河姆渡遗址模拟的干栏式建筑发掘现场

| 名称           | 位置                                     | 保护级别             |
| -------------- | ---------------------------------------- | -------------------- |
| 河姆渡遗址     | 余姚市河姆渡镇金吾庙村                   | 全国重点文物保护单位 |
| 田螺山遗址     | 余姚市三七市镇相岙村                     | 全国重点文物保护单位 |
| 鲻山遗址       | 余姚市丈亭镇西岙村                       | 全国重点文物保护单位 |
| 塔山遗址       | 象山县丹东街道塔山东南坡                 | 全国重点文物保护单位 |
| 名山后遗址     | 宁波市奉化区江口街道名山后村             | 浙江省文物保护单位   |
| 童家岙遗址     | 慈溪市横河镇童岙村北部                   | 浙江省文物保护单位   |
| 凉帽蓬墩遗址   | 舟山市定海区马岙镇姑娘坟墩               | 浙江省文物保护单位   |
| 大舜庙后敦遗址 | 岱山县岱东北二村                         | 浙江省文物保护单位   |
| 鲞架山遗址     | 余姚市河姆渡镇鲞架山麓                   | 余姚市文物保护单位   |
| 下庄遗址       | 余姚市河姆渡镇芦山寺村下庄自然村         | 余姚市文物保护单位   |
| 寺下遗址       | 慈溪市横河镇东畈村寺下自然村             | 慈溪市文物保护单位   |
| 芦家桥遗址     | 宁波市海曙区古林镇三星村上下陈自然村     | 海曙区文物保护单位   |
| 横港岸遗址     | 宁波市海曙区古林镇三星村姚家自然村横港岸 | 海曙区文物保护单位   |
| 八字桥遗址     | 宁波市江北区慈城镇八字桥桥上自然村       | 宁波市文物保护单位   |
| 董家跳遗址     | 宁波市鄞州区姜山镇董家跳村董家跳自然村   | 鄞州区文物保护单位   |
| 十字路遗址     | 舟山市定海区白泉镇十字路村               | 舟山市文物保护单位   |
| 长墩遗址       | 舟山市定海区马岙街道                     | 定海区文物保护单位   |
| 洋坦墩遗址     | 舟山市定海区马岙街道                     | 定海区文物保护单位   |
| 孙家山遗址     | 岱山县衢山镇培荫村                       | 岱山县文物保护单位   |